# Stefan Odelberg
Stefan Vilhelm Ollé Odelberg, född 29 juni 1974 i Biskopsgårdens församling, Göteborg, är en svensk magiker, illusionist och programledare.

## Biografi
Odelberg satte 1995 ihop en magishow för barn och turnerade runt på olika skolor i Göteborg. Mellan åren 1996 och 2001 var han verksam som showartist på Cabaret Lorensberg i Göteborg där han genomförde sammanlagt 731 föreställningar. Sista året fick han framgång med en egen föreställning: Stefan Odelberg Show. År 2001 satte han upp showen It's Magic som blev en framgång på Slagthuset i Malmö. Året därpå fortsatte succén på Sundspärlan i Helsingborg.
År 2003 var Odelberg programledare för TV-serien Semestercharmören, där han reste runt i Sverige och trollade och gycklade med semesterfirande svenskar. Serien omfattade fem halvtimmesprogram. Det sändes i repris 2004.
Odelberg har medverkat i flera olika underhållningsprogram, bland annat Prat i kvadrat, Allsång på Skansen, Carin 21.30 och Gokväll. Han hade en statistroll i långfilmen Noll tolerans och spelade ficktjuv i julkalendern En decemberdröm 2005. År 2006 firade han 10 år som professionell underhållare med en egen jubileumsshow i Göteborg.
År 2007 var Odelberg värd för scoutrörelsens 100-årsjubileum på Jiingijamborii. Han hade också en roll i Melodifestivalens mellanaktsmusikal. Han gästade Robert Wells Rhapsody in Rock på Cirkus i Stockholm. Han reste på turné med showen Stjärnklart.
År 2011 medverkade Odelberg i TV-programmet Fenomen med Uri Geller. Under näst sista avsnittet försvann han spårlöst under sitt framträdande och blev därmed diskvalificerad från att kunna nå en finalplats. Samma år var han med i Klockan åtta hos stjärnorna.
Sedan hösten 2013 sätter Odelberg återkommande upp scenshowen En Talk Talk Show i Göteborg.
Stefan Odelberg var programledare för Bingolotto i TV4, tillsammans med Lotta Engberg från augusti 2020 till våren 2023. Hösten 2023  uppträdde han med showen Get Ready For My Close Up i Göteborg.